# Faster (песня Within Temptation)
«Faster» (рус. Быстрее) — первый сингл симфоник-метал-группы Within Temptation из их пятого студийного альбома The Unforgiving. Сингл вышел 21 января 2011 года и впервые прозвучал на 96.3 Rock Radio. Видеоклип к песне появился 30 января. За первые два дня после выхода он набрал более 200 000 просмотров на официальной странице на YouTube.

## Информация о песне
Видеоклип «Faster» появился 30 января 2011 года. В нём представлены фрагменты с выступлением группы, а также короткометражного фильма, специально снятого по мотивам песни. Сам фильм, получивший название «Mother Maiden», также был издан одновременно с видеоклипом. В нём появляются персонажи, ставшие героями других песен альбома The Unforgiving; альбом основан на идеях и мотивах серии книг-комиксов Стивена О’Коннела, каждая из песен написана по рассказу Стивена и образы в песнях навеяны главными героями комикса.
Роберт Вестерхольт заявил, что «Faster» стала песней которая удивила их самих… «Faster» отразила великое множество музыкальных корневых стилей, которые отражены в музыке группы. В соединении с современными музыкальными тенденциями нового альбома прошлое и будущее создали настоящее. Шарон ден Адель поделилась в одном из интервью, что «В действительности, „Faster“ звучит чем-то похоже на „Wicked Game“… У неё схожая атмосфера… Но при всём — это абсолютно новая песня».

## Список композиций
Digital Download
| №  | Название                | Длительность |
| -- | ----------------------- | ------------ |
| 1. | «Faster» (радио версия) | 3:16         |

CD Сингл
| №  | Название                    | Длительность |
| -- | --------------------------- | ------------ |
| 1. | «Faster» (альбомная версия) | 4:24         |
| 2. | «Where Is the Edge»         | 3:59         |

## Позиции в чартах
| Чарты iTunes (2011)          | Лучший результат |
| ---------------------------- | ---------------- |
| Finland iTunes Rock Chart    | 1                |
| Finland iTunes Chart         | 17               |
| Sweden iTunes Rock Chart     | 2                |
| Sweden iTunes Chart          | 19               |
| Dutch iTunes Rock Chart      | 1                |
| Dutch iTunes Chart           | 21               |
| Spain iTunes Rock Chart      | 1                |
| Spain iTunes Chart           | 32               |
| Norway iTunes Rock Chart     | 4                |
| France iTunes Rock Chart     | 8                |
| Luxembourg iTunes Rock Chart | 10               |
| Denmark iTunes Rock Chart    | 11               |
| Italy iTunes Rock Chart      | 26               |

| Чарт (2011)                  | Лучший результат |
| ---------------------------- | ---------------- |
| Belgium Singles Chart        | 20               |
| Belgium Airplay Chart        | 9                |
| Dutch Singles Chart          | 11               |
| Dutch Downloads Top 50       | 10               |
| German Top 100 Singles Chart | 39               |
| UK Rock Chart Top 40         | 6                |
| Italian Rock Chart           | 22               |